# Stefan Hell
Stefan Walter Hell (sinh 23 tháng 12 năm 1962) là nhà hóa lý người Đức và là một trong các giám đốc của Viện Sinh vật Vật lý Hóa học Max Planck ở Göttingen và là chủ nhiệm Bộ môn công nghệ hiển vi phân giải cao ở Trung tâm Nghiên cứu Ung thư Đức tại Heidelberg. Ông nhận giải Kavli lĩnh vực khoa học nano năm 2014 "vì những đóng góp cách mạng cho lĩnh vực quang học nano mà đã phá vỡ niềm tin từ lâu về giới hạn phân giải của kính hiển vi quang học và tạo ảnh", cùng với Thomas Ebbesen, và Sir John Pendry. Ông nhận giải Nobel hóa học năm 2014 "cho sự phát triển kính hiển vi huỳnh quang có độ phân giải cực cao", cùng với Eric Betzig và William Moerner.

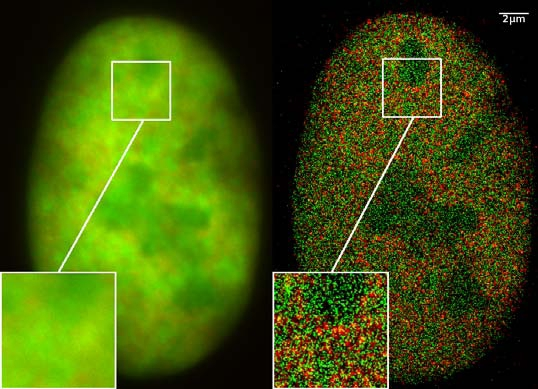
Dual color localization microscopy SPDMphymod/super-resolution microscopy with GFP & RFP fusion proteins

## Tiểu sử
Sinh ra trong một gia đình người Swabia Banat tại Santana, hạt Arad, Rumani, anh đã hoàn thành một năm học tại trường Trung học Nikolaus Lenau ở Timişoara trước khi di cư cùng gia đình tới Tây Đức năm 1978. Hell bắt đầu theo học Đại học Heidelberg năm 1981, nơi ông nhận bằng tiến sĩ vật lý năm 1990, người hướng dẫn luận án tiến sĩ cho ông là nhà vật lý trạng thái rắn Siegfried Hunklinger.